# 佐藤誠 (工学者)
佐藤 誠（さとう まこと、1951年2月 - ） は、日本の情報工学者。東京工業大学名誉教授。元日本バーチャルリアリティ学会会長。

## 人物・経歴
愛知県名古屋市生まれ。1973年東京工業大学工学部電子物理工学科卒業。1978年東京工業大学大学院理工学研究科電気工学専攻博士課程修了、工学博士、東京工業大学情報工学科助手。1986年東京工業大学精密工学研究所助教授。1996年東京工業大学精密工学研究所教授。2000年通信・放送機構研究フェロー。2008年電子情報通信学会ヒューマンコミュニケーショングループ運営委員長、日本バーチャルリアリティ学会会長。2012年東京工業大学精密工学研究所所長。2016年東京工業大学名誉教授、三次元映像のフォーラム代表幹事。首都大学東京客員教授、電気通信大学客員教授、中国科学院上海SIMIT研究所客員顧問なども務めた。

## 受賞
- 手島精一記念研究賞論文賞 1995[4]
- 電子情報通信学会論文賞 1997[4]
- 3次元画像コンファレンス'99優秀論文賞 2000[4]
- 手島工業教育資金団手島記念研究賞発明賞 2000[4]
- NICOGRAPH International 2002 Best Paper Award 2002[4]
- LAVAL VIRTUAL 2002 AWARDS’PALMARES (Category Engineer) 2002[4]
- 第3回システムインテグレーション（SI2002） 部門講演会ベストセッション賞 2002[4]
- 第18回NICOGRAPH 論文コンテスト審査員特別賞 2002[4]
- 平成15年度芸術科学会 第1回『DIVA』展入選 2003[4]
- 平成15年度芸術科学会 第1回『DIVA』展優秀賞 2003[4]
- 芸術科学会論文賞 2003[4]
- CAADRIA 2004 Best Presentation 2004[4]
- EuroHaptics 2004 Best Paper Award 2004[4]
- CAADRIA 2004 Best Presentation 2004[4]
- 日本VR学会論文賞 2005[4]
- ACE 2005 BEST PAPER AWARD 2005[4]
- Village de la Creation 2006[4]
- エンタテインメントコンピューティング2006優秀論文賞 2006[4]
- Trophee Personnages Animes en temps reel 2006[4]
- 日本バーチャルリアリティ学会論文賞 2008[4]
- ACE 2009 Best Paper Award 2009[4]
- SIGGRAPH Asia 2018 TOKYO BEST VIRTUAL＆AUGMENTED REALITY TECH 2019[6]